# جاكي سوتون
جاكي سوتون (بالإنجليزية: Jackie Sutton)‏ (28 مايو 1920 بكارديف في المملكة المتحدة - ) هو ملاكم بريطاني، صنّف ضمن فئة وزن البانتام ‏.

## إحصائيات
خاض خلال مسيرته 26 نزالا، فاز في 12 وتعادل في 2 وخسر في 11. فاز بالضربة القاضية في 5 نزالات.

## روابط خارجية
- جاكي سوتون على موقع بوكس ريك (الإنجليزية) (registration required)